# Synagoga w Zielonej Górze
Synagoga w Zielonej Górze – nieistniejąca synagoga, która znajdowała się w Zielonej Górze, przy dzisiejszym placu Powstańców Wielkopolskich, dawnym Glasserplatz.

## Historia
Synagoga została zbudowana w latach 1882–1883, według projektu Gidona Weinerta. Uroczyście otwarta 19 kwietnia. Podczas nocy kryształowej z 9 na 10 listopada 1938 roku, bojówki hitlerowskie spaliły synagogę. Po zakończeniu II wojny światowej nie została odbudowana. Na jej miejscu stoi obecnie gmach Filharmonii Zielonogórskiej.
Obecnie jedynym zachowanym przedmiotem pochodzącym z synagogi jest karafka liturgiczna, która została odnaleziona niedawno w Niemczech i przekazana Lubuskiej Fundacji Judaica. Po raz pierwszy została publicznie pokazana 28 listopada 2007 roku w Zielonej Górze podczas wystawy Marka Szpaka „Cmentarze żydowskie na Ziemi Lubuskiej”.
9 listopada 2008 roku w miejscu, gdzie stała synagoga został odsłonięty obelisk upamiętniający jej zniszczenie podczas nocy kryształowej. Został ufundowany przez Lubuską Fundację Judaica. W uroczystości wzięli udział przedstawiciele gmin żydowskich z Polski, Niemiec i Izraela oraz rabin Walter Rothschild z Berlina. Na obelisku widnieje napis: W tym miejscu stała synagoga zniszczona przez nazistów 9/10 X 1938.

## Architektura
Murowany z cegły budynek synagogi wzniesiono na planie prostokąta w stylu mauretańsko-eklektycznym. Z zewnątrz wyróżniała się monumentalną fasadą zwieńczoną półkolem z okrągłym okienkiem i dwoma szpiczastymi wieżyczkami oraz płaską kopułą, obejmującą znaczną część dachu.
Wewnątrz w zachodniej części znajdował się przedsionek, z którego wchodziło się do głównej sali modlitewnej, którą z trzech stron otaczały galerie dla kobiet. Całość posiadała 350 miejsc siedzących. Na chórze znajdowały się organy.